# Edolisoma admiralitatis
Edolisoma admiralitatis là một loài chim trong họ Campephagidae.